# Twoja generacja
Twoja generacja – czwarty singiel zespołu Pidżama Porno promujący płytę Marchef w butonierce. Singiel został wydany w ograniczonym nakładzie (każdy egzemplarz jest numerowany) przez S.P. Records w 2000 roku (SP-12/00).

## Lista utworów
1. twoja generacja – wersja dla radia 3:04
2. twoja generacja – wersja marchefkowa 3:26
3. twoja generacja – ze zdenerwowanym wiosłem 3:27
4. twoja generacja – prosto z jamnika 4:00
6. twoja generacja – ze STUDIA CZAD 3:13
7. twoja generacja – śpiewaj sam, ile możesz 3:28